# Устав Канаде
Устав Канаде (енгл. Constitution of Canada; фр. La Constitution du Canada) врховни је закон у Канади. Представља скуп писаних закона и неписаних обичаја и конвенција.
Одређење Устава Канаде је дато у пододјељку 52(2) Уставног закона из 1982, гдје се каже да се Устав Канаде састоји из Закона о Канади (укључујући Уставни закон из 1982.) и више десетина других уставних аката, као и њихових амандмана. Врховни суд Канаде тумачи да Устав Канаде сачињавају и бројни неписани обичаји и конвенције.

## Уставни закон из 1867.
Уставни закон из 1867. је закон који је усвојио Парламент Уједињеног Краљевства, и првобитно се називао Закон о Британској Сјеверној Америци из 1867. (енгл. British North America Act 1867). Њиме је створен Доминион Канада који се састојао од три засебне провинције (Канаде, Њу Брансвика и Нове Шкотске) и дозволио је другим провинцијама и територијама да се прикључе унији.
Овај уставни закон успоставио је и учврстио канадски политички систем, који представља комбинацију британског вестминстерског модела парламентарне монархије и федералног уређења. Након усвајања Уставног закона из 1982, Закон о Британској Сјеверној Америци био је преименован у Уставни закон из 1867. под којим именом је и данас познат.

## Уставни закон из 1982.
Уставни закон из 1982. представља уставни закон који је усвојио Парламент Канаде и на основу којег је остварена потпуна политичка независност од Уједињеног Краљевства. Закон су одобриле све канадске провинције, осим Квебека. Глава V Уставног закона одредила је правила на који се начин могу правити амандмани на Устав Канаде. Недостатак тих правила је био посљедица размимоилажења скоро 50 година између федералне и провинцијске власти, због чега је све канадске уставне амандмане морао одобравати Парламент Уједињеног Краљевства и након доношења Вестминстерског статута 1931.
Глава I Уставног закона садржи Повељу о правима и слободама која утврђује грађанска права и слободе сваког држављанина Канаде. Глава II гарантује права домородачких народа.

## Остала уставна акта
Поред ова два основна уставна закона, који дефинишу основу законског система Канаде, за део устава се сматра и неколико десетина других уставних закона, од којих су најзначајнији "именовани закони" који су поименце наведени у члану 52. ставу 2. Уставног закона из 1982. године:
- Закон о Манитоби из 1870: регулише стварање истоимене покрајине и до даљњег регулише управљање територије некадашње Рупертове земље кроз Закон о привременој администрацији Рупертове земље 
SC 1870, c 3
- Наредба о управљању Рупертовом земљом и Северозападној територији из 1870: пребацила приватно земљиште Компаније Хадсон Беј у власништво Канаде као и све њене облигације према тамошњим домородачким племенима на Владу Канаде. Од земље су створене Северозападне Територије као прва савезна територија.
23 June 1870 (UK),
- Уставни закон из 1871.: Озваничио и опуномоћио Уговор о присаједињењу Британске Колумбије Канади, озваничио и потврдио коначно стање Манитобе и Рупертове земље, дао Канади моћ да проглашава нове покрајине од делова територија. 
16 May 1871 (UK),
- Уговор о присаједињењу острва Принца Едварда Канади, 1873. 
29 June 1873 (UK),
- Закон о Парламенту Канаде из 1875: Правно појаснио моћ Парламента кад су у питању привилегије, правни имунитет и моћи чланова. 
RSC 1985, App II, No 13
- Наредба о околним територијама из 1880: Пребацила преостале британске територије (са изузетком Њуфаундленда) под надлежност Канаде.
RSC 1985, App II, No 14
- Уставни закон из 1886.: Дозволио да све територије имају представништво и у Доњем дому и у Сенату Канаде.
RSC 1985, App II, No 15
- Закон о границама покрајине Онтарио из 1889.: Започео поступак ширења граница ове покрајине на север и северозапад.
 RSC 1985, App II, No 16
- Закон о Алберти и Закон о Саскачевану из 1905.: Створене две нове покрајине од најнастањенијих делова Северозападних територија, дефиниција њиховог правног статуса и обавеза према влади Канаде као и система финансирања од стране савезне владе заузврат.
SC 1905, c 3

 SC 1905, c 42
- Уставни закон  из 1907.: Регулисао систем новчаног трансфера за владе и скупштине мањих покрајина. 
RSC 1985, App II, No 23
- Уставни закон из 1915.: Изједначио западне покрајине у Сенату са Онтариом, Квебеком и три приморске покрајине, подижући им укупан број сенатора на 24. Такође обезбедио да ће Њуфаундленд, ако икад одлучи да жели да приступи Канади, имати 6 сенатора (што је и испуњено 1949.).
 RSC 1985, App II, No 26
- Уставни закон из 1930.: Дао право западним покрајинама да експлоатишу одређене природне ресурсе на крунском поседу. 
RSC 1985, App II, No 26
- Вестминстерски статут из 1931.: Канада је постала формално независна у свим пољима сем по питању измена и допуна устава.
RSC 1985, App II, No 27
 Накнадно је независност појашњена кроз уставни закон из 1949. бр. 2 

 да Канада има моћ да доноси уставне законе везане за ситније промене Устава али не и за значајне измене.
- Уставни закон из 1940: Дао право Канади да оснује програм осигурања за незапослене пребацивањем овог права на савезну власт. 
RSC 1985, App II, No 32
- Закон о Њуфаундленду из 1949.: Озваничио и опуномоћио Уговор о приступању Њуфаундленда Канади.
RSC 1985, App II, No 32
- Уставни закон из 1960.: Установио да судије савезних судова морају да се пензионишу са 75. година. 
RSC 1985, App II, No 37
- Уставни закон из 1964.: Дозволио да Канада оснује свој пензиони фонд. Последњи пут да је Велика Британија за Канаду донела неки закон; наиме, тада је систем по коме је Канада функционисала назван неподесним за једну независну државу од стране великог броја посланика у Доњем дому британског парламента, што је и покренуло дискусију о патријацији моћи промене постојећих уставних закона у Канаду. 
RSC 1985, App II, No 38
- Уставни закон из 1965.: Најстарији важећи уставни закон који је донео канадски, а не британски парламент. Дефинисао да сенатори морају да се пензионишу са 75 година. 
RSC 1985, App II, No 39
- Уставни закон из 1974.: Дефинисао да покрајина Квебек мора да има 75 посланика у доњем дому парламента као и да се број посланика за остале покрајине обрачунава на основу броја становника и у односу на Квебек као репер. Значајно измењен 1985. а укинут 2011. са успостављањем новог система одређивања броја посланика кроз Закон о равномерном представништву (који јесте уставни закон али није именовани уставни закон). 
RSC 1985, App II, No 40
- Уставни закони из 1975.: Пар закона који се тичу представљености територија у парламенту: први је подигао број посланика Северозападним територијама са 1 на 2 у доњем дому док је други прецизно дефинисао да свака територија шаље по једног сенатора. Први закон је укинут успостављањем територије Нунавут кроз Закон о Нунавуту из 1999. (који јесте уставни али не и именовани уставни закон) док је други кроз тај исти закон проширен да важи и за Нунавут. Ово су такође и последњи уставни закони уопште донесени пре установљења Уставног закона из 1982. и садашњег система измена устава. 
 RSC 1985, App II, No 41
 
RSC 1985, App II, No 42

## Конвенције
Постојање неписаног устава је било потврђено у мишљењу Врховног суда Канаде о легалности једностране сецесије Квебека од Канаде (енгл. Reference re Secession of Quebec):
„Устав је више него писани текст. Под њим се подразумијева читав глобални систем правила и принципа којима се регулише остваривање уставних овлашћења. Површно ишчитавање одабраних одредби писаних уставних аката у најмању руку може довести у заблуду.“

У пракси, постоји три извора неписаних уставних закона:
- Конвенције — оне су саставни дио Устава, али нису правно важеће. Оне укључују постојање премијера и Кабинета, чињеницу да генерални гувернер Канаде скоро увијек даје краљевску санкцију за све законе које усвоје оба дома Парламента, услов да премијер мора поднијети оставку или расписати нове изборе када изгуби већинску подршку у Дому комуна.
- Краљевски прерогативи — односе се на резервна овлашћења која посједује канадски монарх, а која су с временом знатно смањена због постојања парламентарног система. Првенствено, ово су наредбе у Савјету које дају овлашћење краљевској власти да проглашава рат, склапа уговоре, издаје пасоше, чини именовања, доноси регулације, управља имовином која припада монарху.
- Неписани принципи — принципи који су укључени у Устав Канаде на основу одредби из преамбуле Уставног закона из 1867. За разлику од конвенција, они су правно важећи. Међу препознатљивијим уставним принципима су федерализам, демократија, уставност, владавина закона и поштовање права мањина. Други принципи укључују постојање одговорне владе, представнички систем, судску независност, парламентарну премоћ, поштовање права и слобода грађана итд.